# Colon (Michigan)
Colon – wieś w Stanach Zjednoczonych, w stanie Michigan, w hrabstwie St. Joseph.